# Macrolobium jenmanii
Macrolobium jenmanii là một loài thực vật có hoa trong họ Đậu. Loài này được (Gleason) Sandwith miêu tả khoa học đầu tiên.